# Francesc Cambó

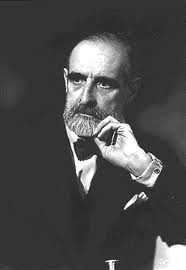
Francesc Cambó

Francesc Cambó i Batlle (* 2. September 1876 in Verges; † 30. April 1947 in Buenos Aires) war ein spanischer, konservativer Politiker, Gründer und Leiter der Lliga Regionalista und Minister in verschiedenen spanischen Regierungen. 1936 finanzierte er den Putsch gegen die Zweite Spanische Republik.

## Leben
Cambó wurde am 2. September 1876 in Verges geboren. Er wuchs in einer Familie mit karlistischer Tradition auf, obwohl distanzierte sich von dieser politischen Bewegung. Francesc Cambó studierte Rechtswissenschaften, Philosophie und Literatur an der Universitat de Barcelona. 1901 gründete er die Lliga Regionalista de Catalunya und wurde zum Gemeinderat der Stadt Barcelona gewählt. Im Jahr 1907 vertrat er Barcelona sogar als Abgeordneter im Parlament, wurde aber bereits 1910 wieder abgewählt.
Cambó kämpfte für ein Autonomiestatut, d. h. die formale Autonomie Kataloniens, um das katalanische Problem zu lösen, akzeptierte aber auch die Mancomunitat de Catalunya als Kompromisslösung. Nach dem frühen Tod von Enric Prat de la Riba im August 1917 wurde er zum Führer der Lliga Regionalista. Im Kabinett Maura IV (März bis November 1918), einer Koalitionsregierung, war er Minister für Infrastruktur und öffentliche Bauprojekte; im Kabinett Maura V (14. August 1921 bis 8. März 1922) war er Finanzminister.
Bei die Kommunalwahlen von 1931, die zur Zweiten Republik führten, gelang es ihm nicht, einen Abgeordnetensitz zu erringen, woraufhin er ins Ausland emigrierte. Von 1933 bis 1936 kehrte er ins Parlament zurück. Beim Ausbruch des Spanischen Bürgerkrieges war er in der Schweiz. Zunächst war er gegen die aufständischen Soldaten; aus Angst vor einer linken Republik schloss er sich ihnen jedoch schließlich an. Nach dem Bürgerkrieg lebte er in der Schweiz, in den USA und Argentinien, wo Cambó einige Geschäfte hatte. Er starb am 30. April 1947 in Buenos Aires.
Er ist auf dem Cementiri de Montjuïc in Barcelona bestattet.

## Kulturelles Wirken

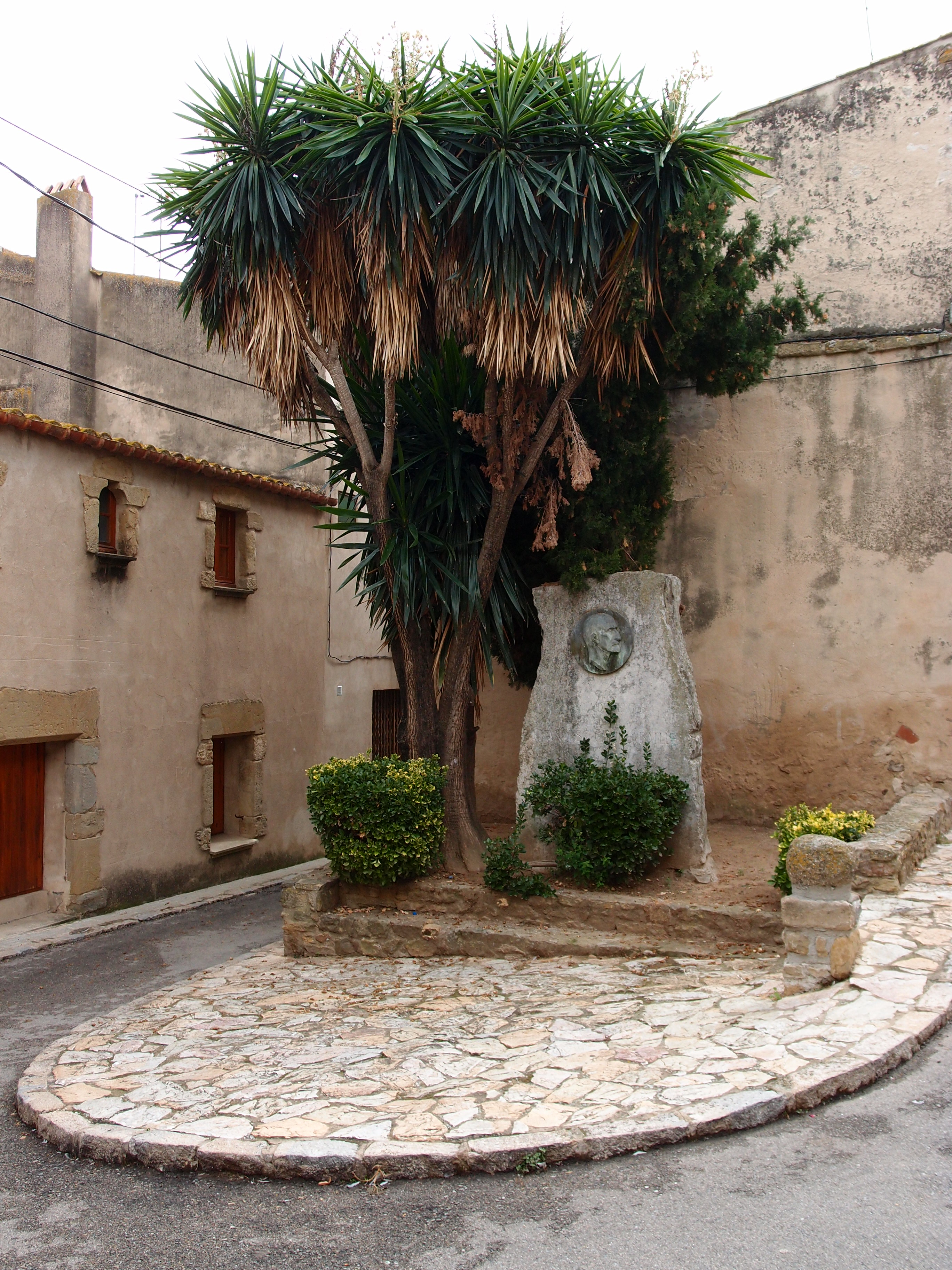
Cambó-Denkmal in dessen Geburtsort Verges

Cambó war ebenfalls ein bedeutender Mäzen zahlreicher künstlerischer und kultureller Aktivitäten. 1922 gründete er die Fundació Bernat Metge, die zahlreiche klassische antike Texte ins Katalanische übersetzte. Ebenfalls hervorzuheben ist die Fundació Bíblica Catalana, die die komplette Bibel ausgehend von den Originaltexten ins Katalanische übertrug. 1933 wurde er Ehrenmitglied des Archäologischen Instituts des Deutschen Reiches.